# Max Fabiani
Max Fabiani, szlovénül Maks, olaszul Maximilian (Kobdilj, Štanjel, Osztrák Tengermellék, 1865. április 29. – Gorizia, 1962. augusztus 18.) olasz–osztrák–szlovén építész volt. Ciril Metod Koch építésszel együtt ő vezette be a szecessziós stílust Szlovéniában.

## Életpályája
Fabiani Štanjel közelében, a Karszt-felföldön született. Apja az olasz Antonio Fabiani, anyja a trieszti arisztokrata családból való Charlotte von Kofler. Kozmopolita háromnyelvű családban nőtt fel, beleértve a környezet szlovén nyelvét. Németül már igen fiatal korban tanult.
A gazdag család jó tanulási lehetőségeket biztosított a gyermekeknek. Max apja házában végezte az általános iskolát, a németet a ljubljanai reáliskolában, majd Bécsbe ment, ahol beiratkozott a bécsi Műszaki Főiskolára. 1889-ben szerzett diplomát, majd 1892 és 1894 között Kis-Ázsiában és Európában tett tanulmányutakat.

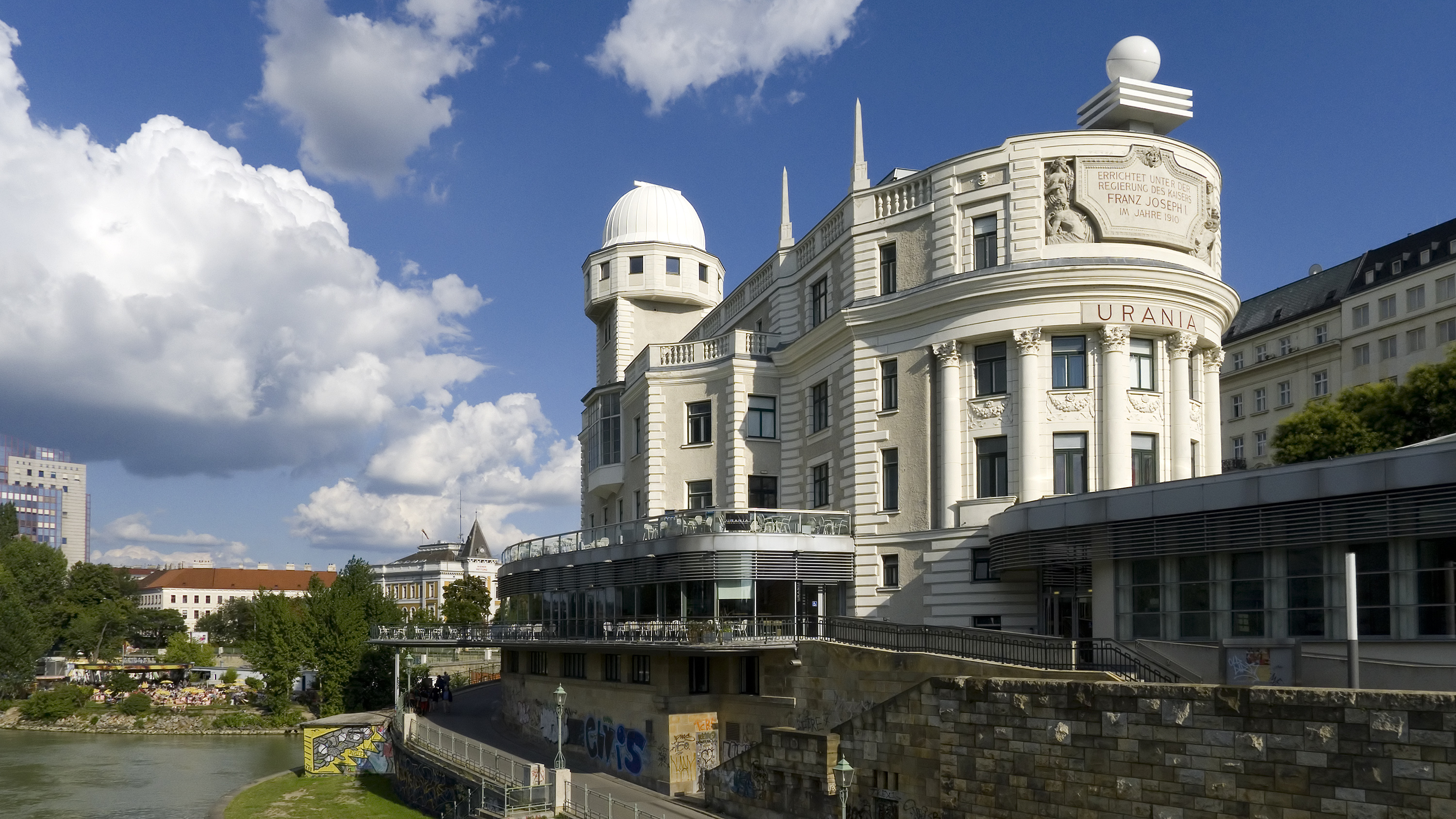
A bécsi Urania-épület (1909/10)

## Művei

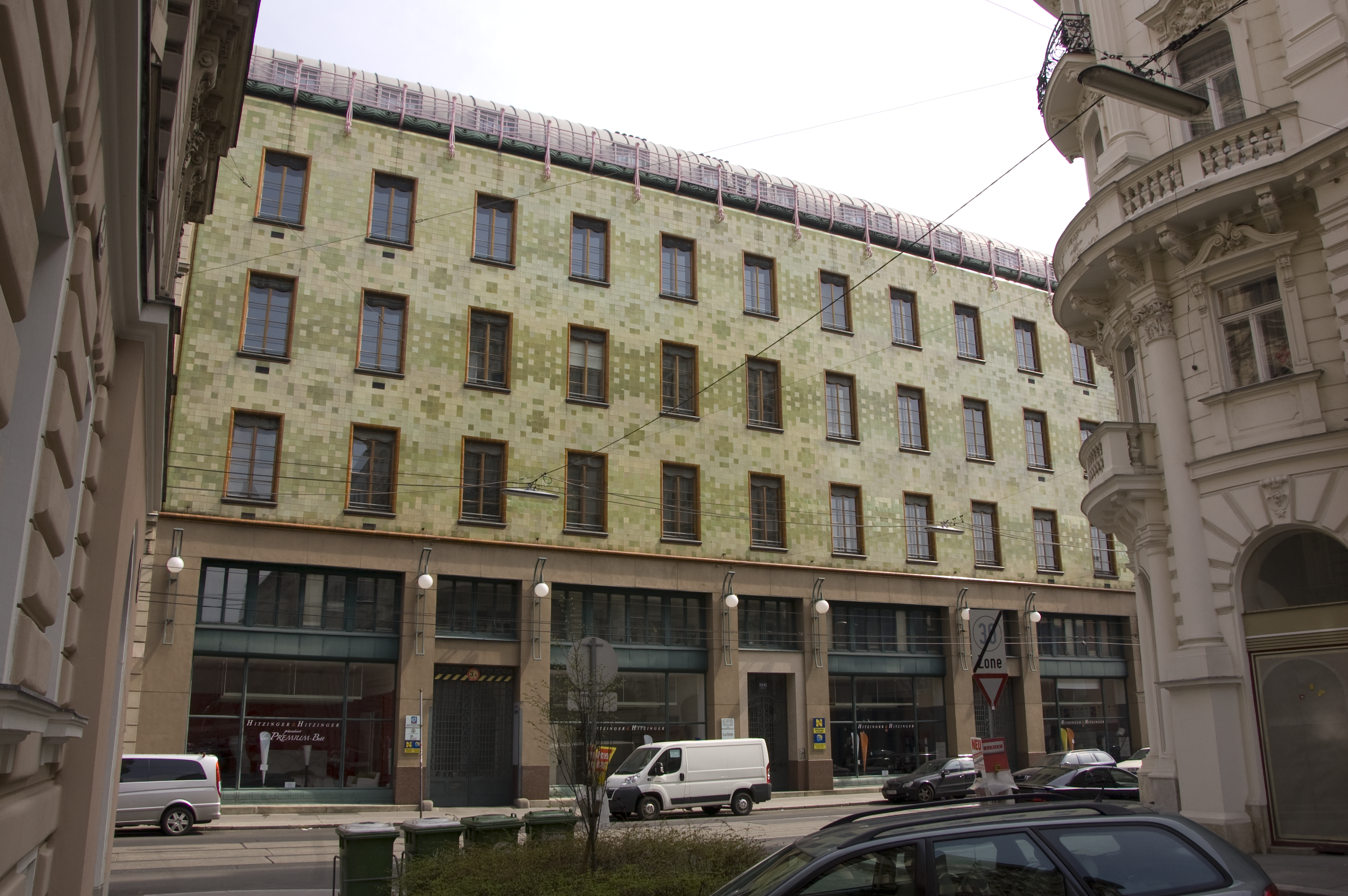
A Portois-Fix palota Bécsben

Miután visszatért Bécsbe, Otto Wagner felkérésére csatlakozott Wagner tervezőirodájához, ahol a század végéig dolgozott. Egyidejűleg várostervezéssel és tanítással is foglalkozott. Első jelentős terve Ljubljana városrendezési terv volt az 1895-ös földrengés által pusztított város újjáépítésére. Fabiani nyerte a Ljubljana városi tanács által kiírt pályázatot a historizáló Camillo Sitte ellenében. Ljubljana liberális-nacionalista polgármesterének, Ivan Hribarnak a támogatásával Fabiani több fontos épületet tervezett a városban, köztük a Mladika-palotát, amelynek épülete ma a szlovén külügyminisztérium székháza.
Ljubljanai munkájának következtében Fabiani nevet szerzett a szlovénok között és megbízást kapott a nemzeti csarnok megépítésére Goriziában (1903) és Triesztben (1904).
Fabiani készített  városrendezési tervet a lengyel Bielsko város részére. 1902-ben magas elismerést kapott a bécsi egyetemtől várostervezői munkájáért.
1917-ben professzorrá nevezték ki a bécsi egyetemre, majd 1919-ben tanítványainak egyike, Ivan Vurnik, tanári állást ajánlott fel neki az akkor alakított ljubljanai egyetemen, Fabiani azonban nem fogadta el az ajánlatot, hanem az Olasz Királysághoz csatolt Goriziába költözött és felvette az olasz állampolgárságot. Az 1920-as évek folyamán részt vett az isonzói csaták által elpusztított színhelyeinek rekonstrukciójában.
1935 végén a fasiszta rezsim kinevezte polgármesterré (podestà) Štanjelben Fabianit, a nemzeti fasiszta párt tagját. A második világháború alatt Fabiani, német tudásának is köszönhetően, rábírta a nácikat, hogy kíméljék meg városát. Bár Fabiani jó kapcsolatot tartott fenn a szlovén partizánokkal, az 1890-es években alkotott műve megsemmisült a Wehrmacht és a szlovén partizánok közötti harcokban.
1944-ben Fabiani visszaköltözött Goriziába, ahol haláláig élt.

## Jelentős művei
- Mladika-palota (Ljubljana, 1907),
- Nemzeti csarnok (Trieszt, 1904),
- Portois & Fix palota (Bécs, Landstraße, 1898),
- Artaria-palota (Bécs, Innere Stadt, 1900),
- Urania-palota (Bécs, Innere Stadt, 1902),
- Adóhivatal épülete (Gorizia, 1903),
- Prešeren tér és Prešeren-emlékmű (Ljubljana; leleplezve 1905-ben),
- Stabile-palota (Trieszt, 1906)
- Ljubljana városfejlesztési terve (1895),
- Villa Wechsler, (Bécs, Hietzing, 1911)
- San Germano-templom (Brijuni, 1912)
- Gorizia újjáépítési terve (1921)
- Velence általános városfejlesztési terve (1952).
- A dóm restaurálása, Gorizia (1919)
- Monfalcone általános városfejlesztési terve (1919)
- Villa Bigot (Gorizia, 1921)
- Pellegrini háza Goriziában (1922)
- Felberbaum háza Goriziában (1925)
- Szent György-templom (Lucinico, 1927)
- Ferrari-kert (Štanjel, 1930–40)
- Szent Szív-templom (Chiesa Metropolitana del Sacro Cuore) (Gorizia, 1934)
- Emléktorony, az első világháborús olasz katonák emlékműve (Gorizia, 1937)
- Casa del Fascio (A fasizmus háza) (Štanjel, 1938)

## Díjai
- Olasz kulturális és művészeti érdemrend (Róma, 1951. szeptember 10.)

## Emlékezete
- 1984-ben Bécs 11. kerületében (Simmering) utcát neveztek el róla (Fabianistraße).
- 2008-ban a legmagasabb szlovén városrendezési díjat róla nevezték el.[13]